# كرمة الأميرة
كرمة الأميرة أو كرمة الموسم، (Cissus verticillata)، هي نوع  من نبات كرمة معمرة دائمة الخضرة من فصيلة العنب Vitaceae.

## الاستخدام
يستخدم في الطب الشعبي منذ القدم، لعلاج ضعف المعدة والحمى والعمل المضاد للصرع، ويتم مضغ لحاء الجذر لتقوية الأسنان.

## التاريخ
تم اكتشاف هذا النبات في عام 1571 في المكسيك،
تم تصدير جذور Cissus verticillata إلى أوروبا كمخزون طبي، وجود هذا المخزون الطبي في السوق الأوروبية تعود إلى القرن الثامن عشر.
لقد تم مترادفة عدد كبير من الأسماء لهذا النوع، تم التعرف على 72 مرادفا.